# Аксуатський сільський округ (Тимірязєвський район)
Аксуа́тський сільський округ (каз. Ақсуат ауылдық округі, рос. Аксуатский сельский округ) — адміністративна одиниця у складі Тимірязєвського району Північноказахстанської області Казахстану. Адміністративний центр та єдиний населений пункт — село Аксуат.
Населення — 682 особи (2021; 1099 у 2009, 1653 у 1999, 2321 у 1989).
Станом на 1989 рік існувала Аксуатська сільська рада (село Аксуат).